# Vasco Silva Dantas Rocha
Vasco Dantas (Porto, 7 de maio de 1992) é um pianista português. 
Nascido em 1992 completou a Licenciatura em Música com “1ª classe & distinção” no London Royal College of Music, sob a orientação pianística de Dmitri_Alexeev e Niel Immelman, estudando também direção orquestral com Peter Stark e Natalia Luis-Bassa. Terminou o Mestrado em Performance com nota máxima sob a orientação de Heribert Koch, na Universidade de Münster, onde foi aceite para Doutoramento "Konzertexamen".
Vasco já obteve mais de 50 prémios em concursos internacionais em diversos países, tais como Alemanha, Espanha, Grécia, Itália, Malta, Marrocos Portugal e Reino Unido. (Para consultar a lista detalhada de prémios, abra a secção “Prémios”).  “Grand Prix” no Valletta International Piano Competition (Malta), “Prix Spécial” no Concours International de Piano SAR La Princesse Lalla Meryem (Marrocos), o 3º Prémio no Steinway & Sons Competition (Münster), a "Medalha de Mérito Dourada" atribuida pela Câmara Municipal de Matosinhos, o 1º Prémio no Concurso de Interpretação do Estoril - Festival de Música do Estoril, o Prémio "Fundação Eng. António de Almeida" e uma Bolsa de Estudo da Fundação Richard Wagner e Círculo Richard Wagner Portugal para participar na Bayreuth Festspiel 2016, na Alemanha.
Em 2017 fez a sua estreia na Rússia actuando com a Kremlin Chamber Orchestra na Grande Sala do Conservatório Tchaikovsky de Moscovo o Concerto no.4 de Beethoven. Em 2016 estreou-se com orquestra na Alemanha, actuando com a Jülich Sinfonieorchester e a Junges Sinfonieorchester Aachen, o Concerto no.2 de Rachmaninoff. Em 2015 estreou-se no continente asiático actuando com a Hong Kong Symphonia no Hong Kong City Hall Concert Hall o Concerto no.1 de Franz Liszt; Em 2014 estreou-se no continente americano tocando a solo com a Orquestra Sinfónica do Espírito Santo, em Vitória – Brasil, o Concerto no.2 de D. Shostakovich. Em 2013 estreou-se com orquestra em Portugal actuando com a Orquestra Sinfónica do Porto (Casa da Música), interpretando o Concerto para 4 pianos e Orquestra de J.S. Bach; Em Janeiro de 2011 fez a sua estreia como pianista solista na “Sala Suggia” da Casa da Música, com o recital de abertura do Ciclo de Piano EDP 2011.
Tocou também a solo com orquestras, tais como Russian String Orchestra (Chamber Orchestra Kremlin), Zagreb Soloists (Croácia), Hong Kong Symphonia (China), Orquestra Sinfónica do Estado do Espírito Santo (Brasil), Jülich Sinfonieorchester e Junges Sinfonieorchester Aachen (Alemanha), Orquestra Sinfónica do Porto, Orquestra Filarmónica Portuguesa, Orquestra do Norte, Orquestra Sinfónica de Cascais, Orquestra Clássica do Sul, Orquestra Filarmónica das Beiras, Jovem Orquestra Portuguesa, Orquestra Promenade e Orquestra do Festival de Música Júnior (Portugal) e já teve a oportunidade de trabalhar com maestros de renome, tais como, Choi Sown Le, Dinis Sousa, Günter Neuhold, Joshua dos Santos, Martin André, Misha Rachlevsky, Nicholas Kok, Nikolay Lalov, Osvaldo Ferreira, Pedro Carneiro, Pedro Neves, Peter Sauerwein, Rui Pinheiro e Victor Hugo Toro.
Iniciou os seus estudos de piano aos 4 anos de idade na escola Valentim de Carvalho, por iniciativa do professor José Manuel Pinheiro. Teve como professores Margarida Marinho e Ricardo Fráguas. Com 6 anos deu a sua primeira apresentação pública no Museu do Carro Eléctrico do Porto. Em 2000, foi admitido no Conservatório de Música do Porto (CMP), sob a orientação da professora Rosgard Lingardsson, da qual foi aluno até terminar o curso Complementar de Piano em 2010, adquirindo a nota máxima.  Nesse ano ingressou no ensino Superior no Royal College of Music, em Londres.
Além do Piano concilia paralelamente o estudo do Violino.

## Carreira

### Como pianista
Vasco já obteve inúmeros prémios em concursos internacionais destacando-se:
o prémio “Esther Fisher Prize” (melhor aluno de licenciatura na Chappell Medal Competition 2013), 
“Prémio Antena 2” (atribuído pela Rádio Nacional de Difusão Portuguesa),
“Prémio Henry Wood Trust 2011 e 2012”,
“Prémio Casa da Música 2009”
e assim como os seguintes: Concurso Internacional de Piano do Fundão, Concurso Internacional de Piano do Alto Minho, Concurso de piano Ría de Vigo, Concurso Internacional de Piano “Florinda Santos”, Concurso de Piano de “Santa Cecília”, Concurso de Piano “Marília Rocha”, Concurso de Piano de Paços’ Premium, Concurso de piano Elisa Pedroso e Concurso de música de Câmara Maestro Ivo Cruz.
1º Prémios
- Concurso Interno de Piano do Conservatório de Música do Porto (2003, 2006 e 2009);
- Concurso “Maestro Ivo Cruz” (2004 e 2008);
- Concurso Marília Rocha (2006);
- Concurso de piano do Real Clube Náutico de Vigo (2006, 2010);
- Concurso Internacional de piano do Alto Minho (2007);
- Concurso de Piano de Paços Premium (2007);
- Concurso Internacional de piano, na cidade do Fundão (2007);
- Concurso Elisa Pedroso (2009);
- Concurso de Piano da Póvoa de Varzim (2010);
- Concurso internacional de piano "Florinda Santos" (2010);
- Galardoado com o “Prémio Casa da Música 2009” na sequência do 1º prémio obtido no Concurso Interno do Conservatório de Música do Porto, no mesmo ano;

### Como violinista
Iniciou os seus estudos de violino em 1999 na Academia de Música "A PAUTA" onde foi aluno da professora Joana Seybert Jesus e de José Paulo Jesus, até ao ano de 2010.
Destacou-se como Concertino na Orquestra Metropolitana de Lisboa Júnior;
Integrou orquestra “Momentum Perpetuum”, dirigida pelo maestro inglês Martin André, como I violino e a OJ.COM (Orquestra de Jovens dos Conservatórios Oficiais de Música), como II violino;

### Actividades
Já participou em inúmeros cursos de aperfeiçoamento de piano e violino com professores conceituados, tais como, Paul Badura-Skoda, Boris Berman, Peter Donohoe, Dmitri Alexeev, Luiz de Moura Castro, Álvaro Teixeira Lopes, Pedro Burmester, Ian Jones, John Lill, Cristina Ortiz, Fausto Neves, Phillipe Cassard, Andrew Ball, Yuri Bogdanov, Betty Haag-Kuhnke, Patsy Toh, José Parra, Luís Pipa, Sergei Covalenco, entre outros. Foi diversas vezes aconselhado pelos Maestros Ivo Cruz e Martin André.
Paralelamente ao piano, aos 7 anos iniciou o estudo do violino, trabalhando com o prof. José Paulo Jesus. Destacou-se, como violinista, nas orquestras “Momentum Perpetuum”, “Jovens dos Conservatórios Oficiais de Música”, e na Metropolitana de Lisboa júnior, como concertino.
Em 2011 fez a sua estreia como pianista, na famosa “Sala Suggia” da Casa da Música, com um recital a solo. Tocou também a solo com orquestras, tais como Orquestra Sinfónica do Porto, e já teve a oportunidade de trabalhar com maestros de renome, tais como, Martin André, Günter Neuhold, Nicholas Kok e Pedro Neves.
Actuou como pianista e violinista em centenas de eventos, em variadas salas de renome, em Portugal, Brasil, Espanha, Grécia, França, Alemanha e Reino Unido, tais como, Teatro de San Agustin, Whiteley Hall, Amaryllis Fleming Concert Hall, Regent’s Hall, Casa da Música, CCB, Auditório Caixa Nova de Vigo, Europarque, Grémio Literário de Lisboa, Ateneu Comercial do Porto, Teatro Helena Sá e Costa, Museu Romântico do Porto, Salão Árabe do Palácio da Bolsa, entre outros.
Tocou, pela primeira vez em directo, na RTP1, aos 6 anos de idade. Já tocou e também foi entrevistado pela RDP – Antena 2 e Porto Canal. Gravou por diversas vezes em CD, uma por convite da Rádio Galega.